# Капчинський Михайло Якович
Михайло Якович Капчинський (21 березня 1889, Біла Церква, Київська губернія — 21 червня 1981, Москва) —радянський і український кінорежисер єврейського походження, організатор кіновиробництва. Учасник громадянської війни в Росії. Член Єврейського антифашистського комітету.
Закінчив історико-філологічний факультет Київського університету (1912) й економіко-політичний факультет комуністичного університету імені Артема у Харкові (1923).
Був директором об'єднання Ялтинської та Одеської кінофабрик, згодом — 1-ї московської кінофабрики «Держкіно», режисером
«Моснаучфільму».
Тричі піддавався арештам: у 1926 році (звільнений того ж року), у 1936 році (звільнений — 1937 року) і 1953 року ((у справі «Єврейського антифашистського комітету»; звільнений — 1954 року). Реабілітований 1957 року.
Написав книгу «У Чорного моря» — гумористично-драматичний розповідь про свою роботу в кіно.
Родина
- Син: Капчинський Ілля Михайлович[ru] (1919—1993) — радянський фізик, фахівець у галузі фізики прискорювачів, Лауреат Ленінської і Державної премій, професор, доктор технічних наук.
- Онук: Олег Капчинський — публіцист, кандидат історичних наук.

## Фільмографія
Поставив на кіностудіях ВУФКУ стрічки:
- 1922 — «Від темряви до світла», «Шведський сірник» за оповіданнями А. Чехова;
- 1923 — «Потоки» (автор сценарію), «Магнітна аномалія»;
- 1925 — «Біла смерть», «Броненосець Потьомкін» (директор фільму Сергія Ейзенштейна);
- 1927 — «Кафе Фанконі» (за сценарієм Олександра Рубінштейна та Станіслава Уейтінг-Радзинського), «Комуна імені Котовського»;
- 1928 — «Греблю прорвано», «Леся»;
- «Сталеві лави»;
- 1933—1935 — «Біла смерть» (або «Остання ніч»; співавтор сценарію Дмитро Урін, заборонена до показу);
- 1935 — «Остання ніч».

З 1930-х років працював у жанрі науково-популярному фільму, поставив 34 стрічки.